# Pointe du Hoc

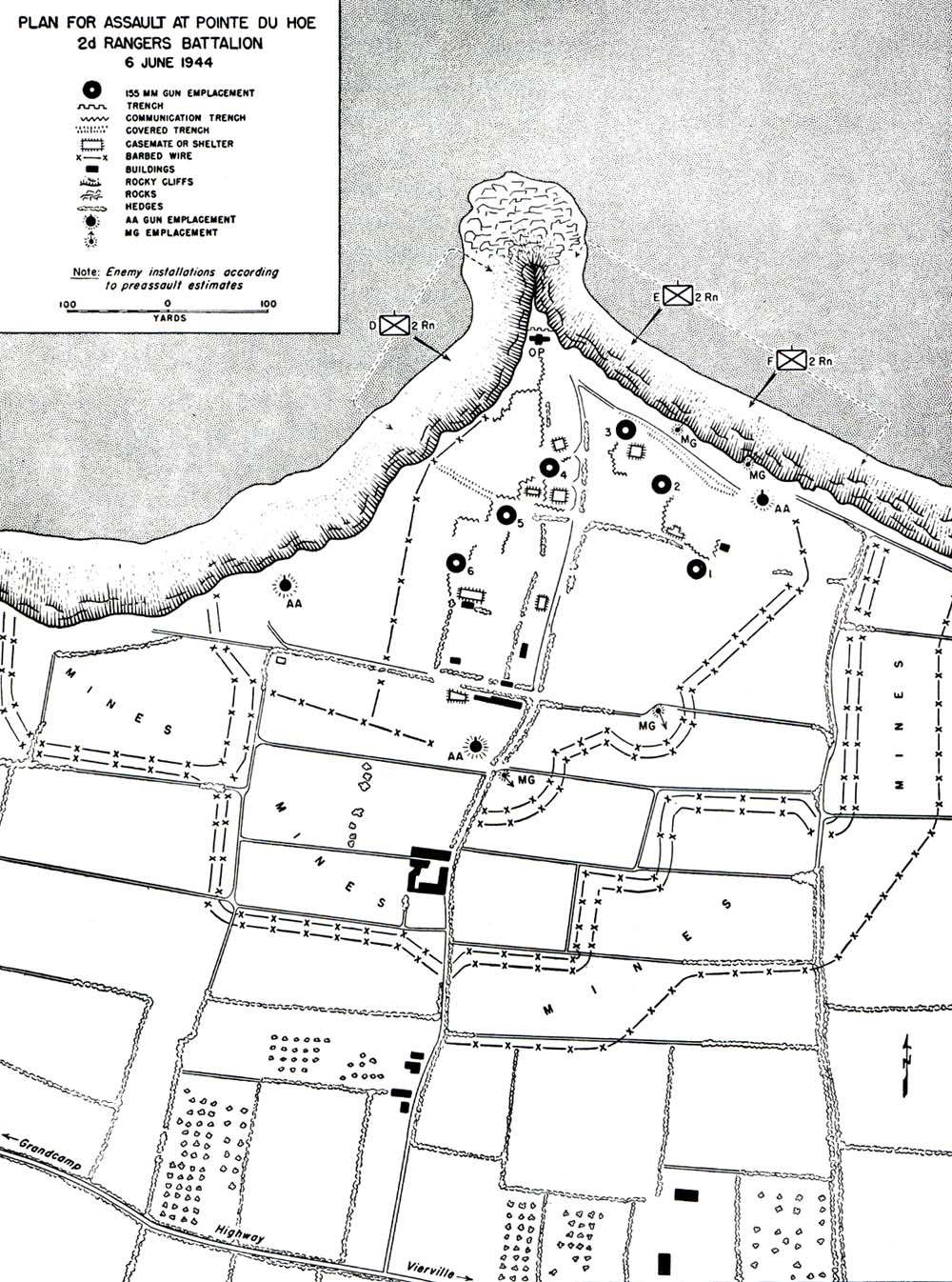
Plattegrond van de posities

Pointe du Hoc is een locatie op een klif langs de Normandische kust in Noord-Frankrijk, in Saint-Pierre-du-Mont. De rots bevindt zich tussen Omaha Beach en Utah Beach. Aan de voet ervan bevindt zich een smal keistrand van een tiental meters breed, waarna Pointe du Hoc 30 meter boven de zee uitsteekt.

## Tweede Wereldoorlog
In de Tweede Wereldoorlog werd dit punt bestreken door Duitse bunkers en kanonnen. De Duitsers hadden zes 155 mm kanonnen geïnstalleerd om de landingsstranden te verdedigen. Op 6 juni 1944, tijdens landing in Normandië, was Pointe du Hoc een doelwit van de geallieerden om de bedreigde stranden te vrijwaren van het dreigende geschut van de 155 mm scheepskanonnen. Deze moeilijke en zware missie werd toevertrouwd aan de US 2nd Ranger bataljon onder leiding van luitenant-kolonel James Earl Rudder. Er zou 225 man landen op het strand die de kanonnen moesten vernietigen.
De dagen voorafgaand aan de landing werd Pointe du Hoc zwaar gebombardeerd. Door deze bombardementen hadden de Duitsers de 155 mm kanonnen verder landinwaarts geplaatst, hetgeen de Rangers niet wisten. Om 7 uur in de morgen bereikten de Rangers de voet van de 30 meter hoge kliffen, die door de Duitsers vanuit bunkers werden verdedigd. Met behulp van touwladders en met mortieren omhoog geschoten enterhaken met touwen, slaagden de mannen erin tegen de kliffen op te klimmen, de Duitsers uit te schakelen en een strategische positie in te nemen. Men ontdekte echter dat de kanonnen uit de bunkers weggehaald waren. De Rangers verzamelden zich boven en enkelen gingen op zoek naar de artillerie. Deze werd al vlug gevonden en vernietigd. De lastigste periode kwam na de aanval op de klif. De groep bleef twee dagen geïsoleerd en moest verschillende Duitse tegenaanvallen afslaan om de positie onder controle te houden. In de ochtend van 7 juni bedroeg het aantal inzetbare manschappen 90 tot 100 man, waarvan velen lichtgewond waren. Opgesloten tussen de bunkerresten hadden ze geen voedsel meer en zaten ze krap in hun munitie. Later die dag arriveerden uiteindelijk enkele versterkingen en konden de Duitsers definitief worden teruggedrongen.

## Media
De aanval op Pointe du Hoc is een onderdeel van het computerspel Call of Duty 2, waar de speler een soldaat uit het 2de Rangerbataljon is, die de artillerie moet vernietigen en tegenaanvallen afslaan. Ook in het computerspel Forgotten Hope 2 (een Battlefield 2 modificatie) kan de speler kiezen om aan zijde van de geallieerden of de asmogendheden te vechten. De film The Longest Day bevat eveneens scènes over de aanval op de kliffen van Pointe du Hoc.

## Vandaag
Tegenwoordig is het mogelijk Pointe du Hoc gratis te bezoeken. Het terrein is na 80 jaar nog steeds als een maanlandschap bezaaid met diepe kraters. Tussen deze kraters, die zijn veroorzaakt door beschietingen van de geallieerden, liggen nog kapotte delen van de Duitse bunkers. Enkele van deze bunkers staan nog geheel of gedeeltelijk overeind. Er is een gedenkteken en museum opgericht, gewijd aan de bloedige slag die er heeft plaatsgevonden. Het Pointe du Hoc Federal Monument, heeft een naaldvorm en is gebouwd op de schietbegeleidingspost. Het monument is volledig toegankelijk voor bezoekers.
Men kan de bunker op de punt bezoeken om een zicht te hebben over de zee die voor de Pointe Du Hoc ligt. Op het dak staat het monument. Werkzaamheden hebben plaatsgevonden die de vuurgeleidingsbunker moesten beschermen tegen de erosie. Het project werd uitgevoerd door de American Battle Monuments Commission en kostte 4.375.000 dollar.

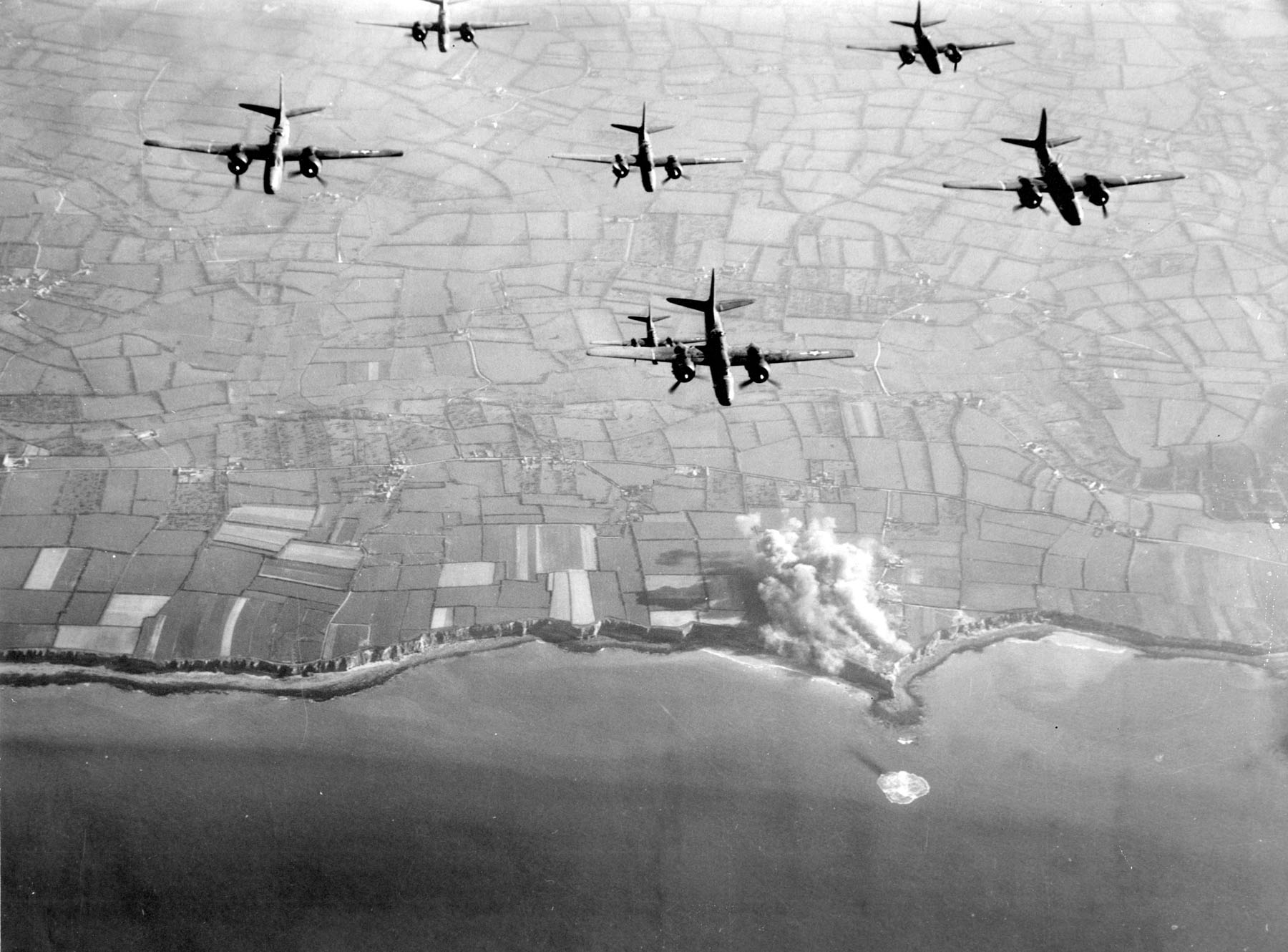
Bombardement van Pointe du Hoc
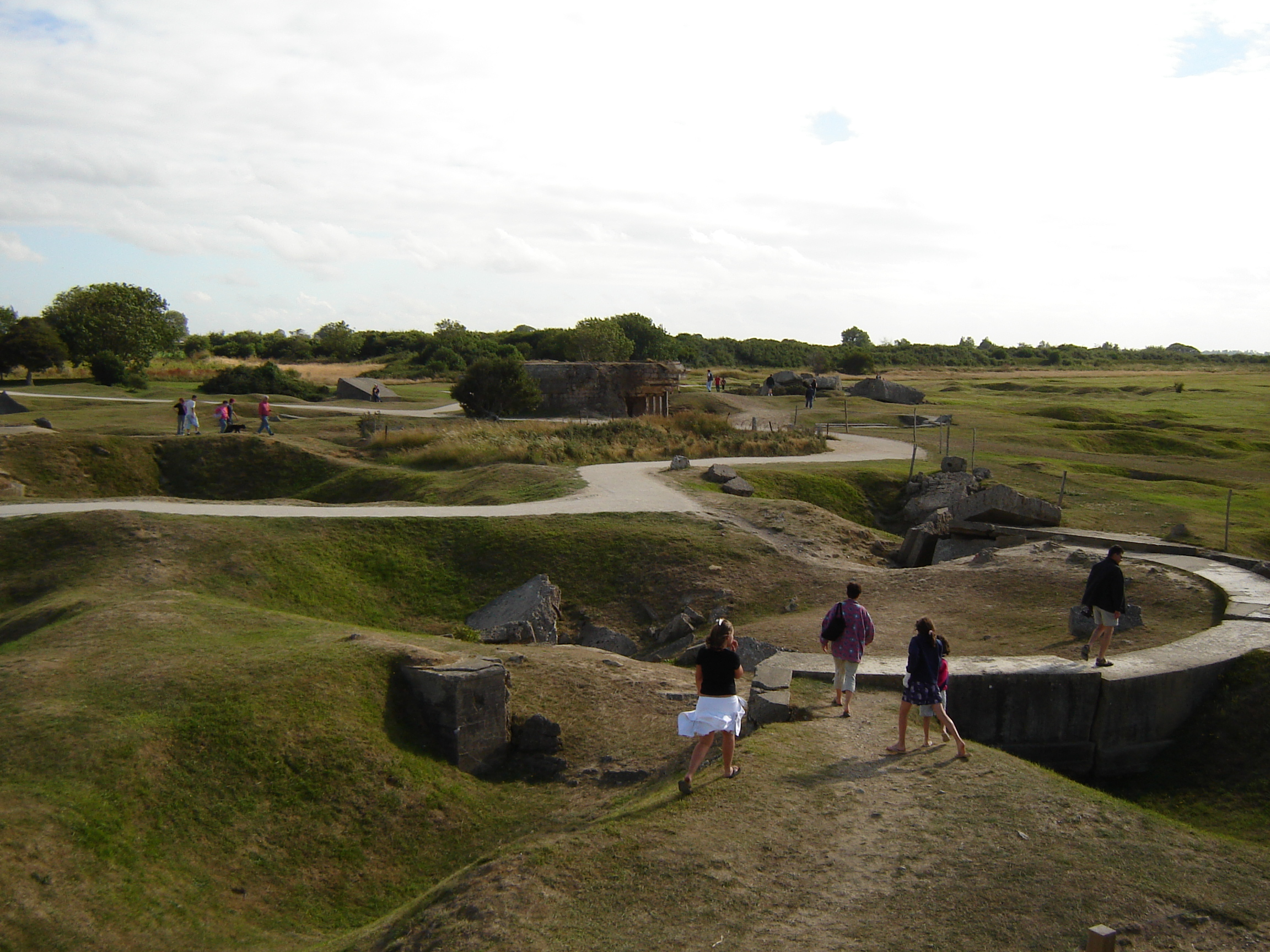
Huidig landschap van Pointe du Hoc
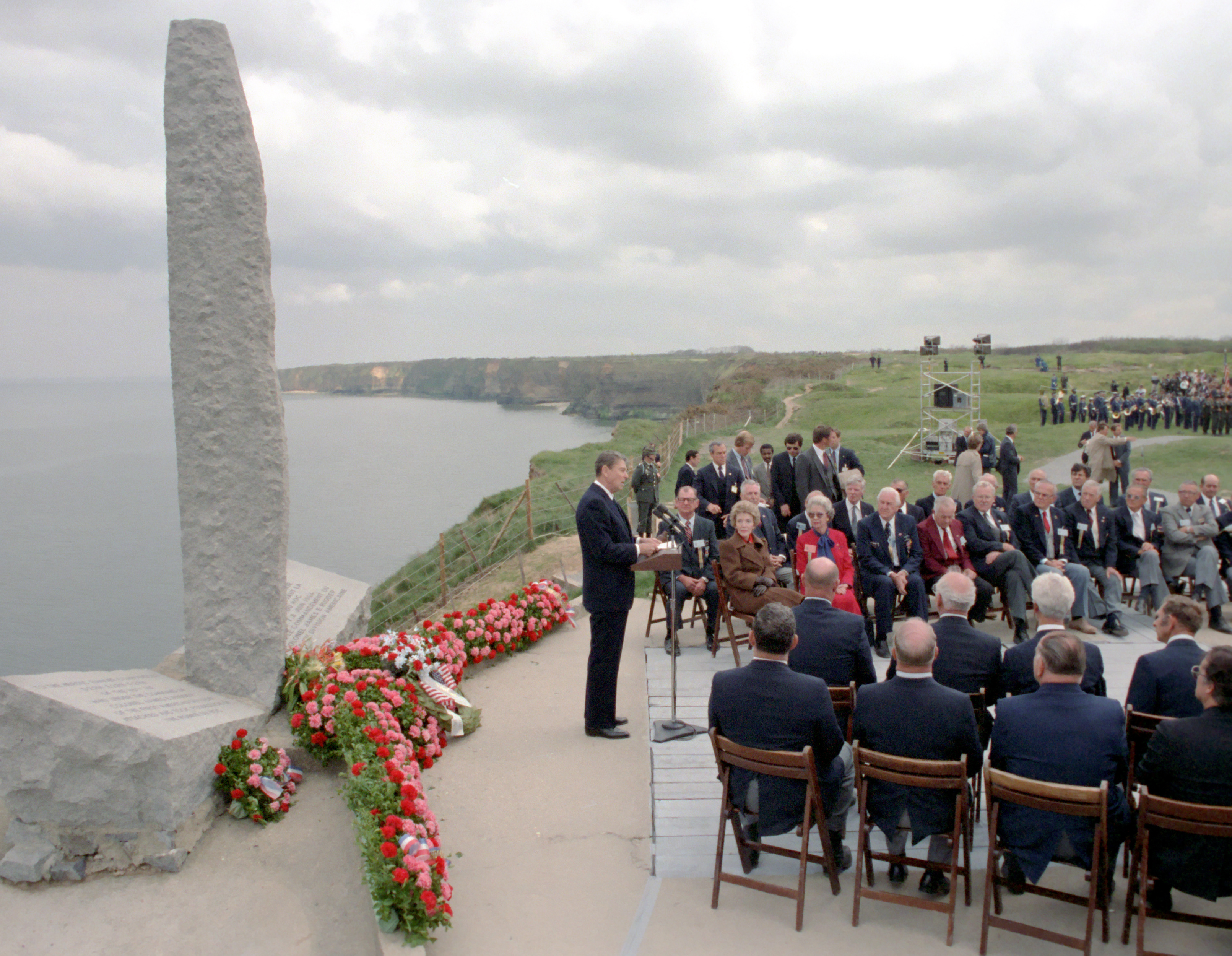
Ronald Reagan tijdens een toespraak bij de 40ste verjaardag van de gebeurtenis
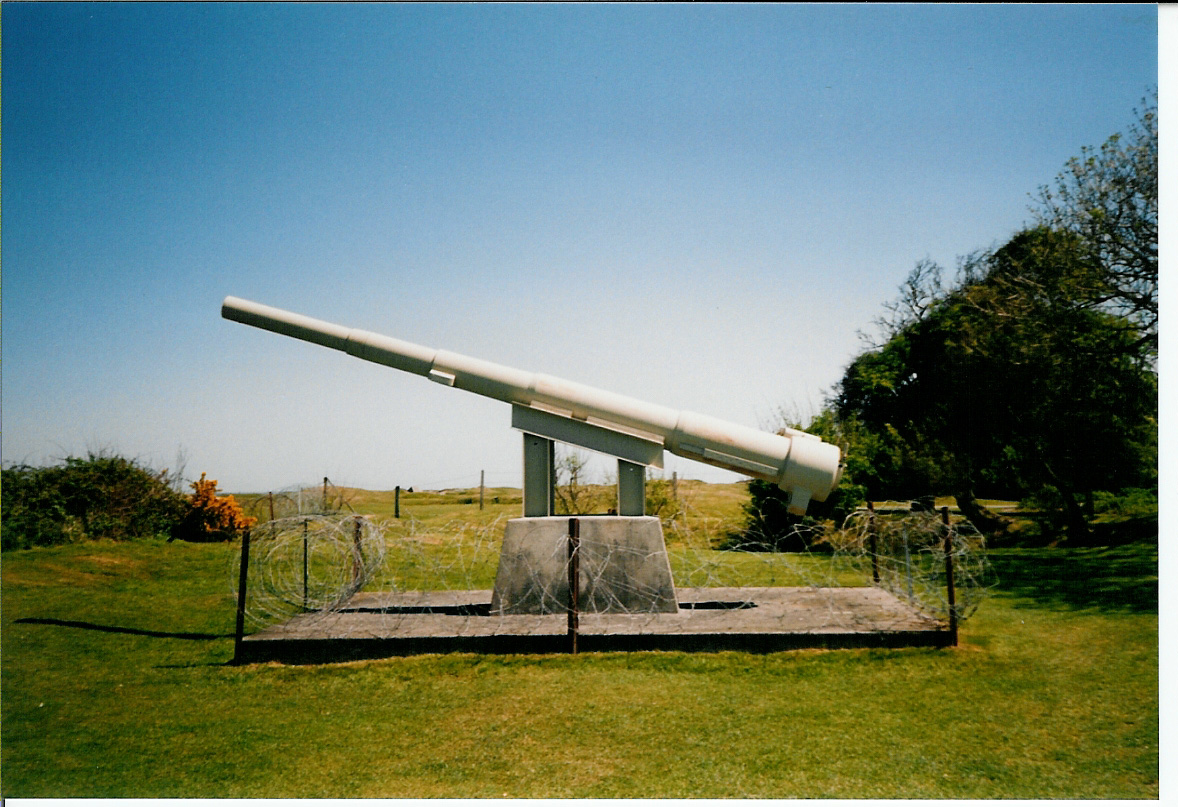
Een kanon dat gebruikt werd op Pointe du Hoc
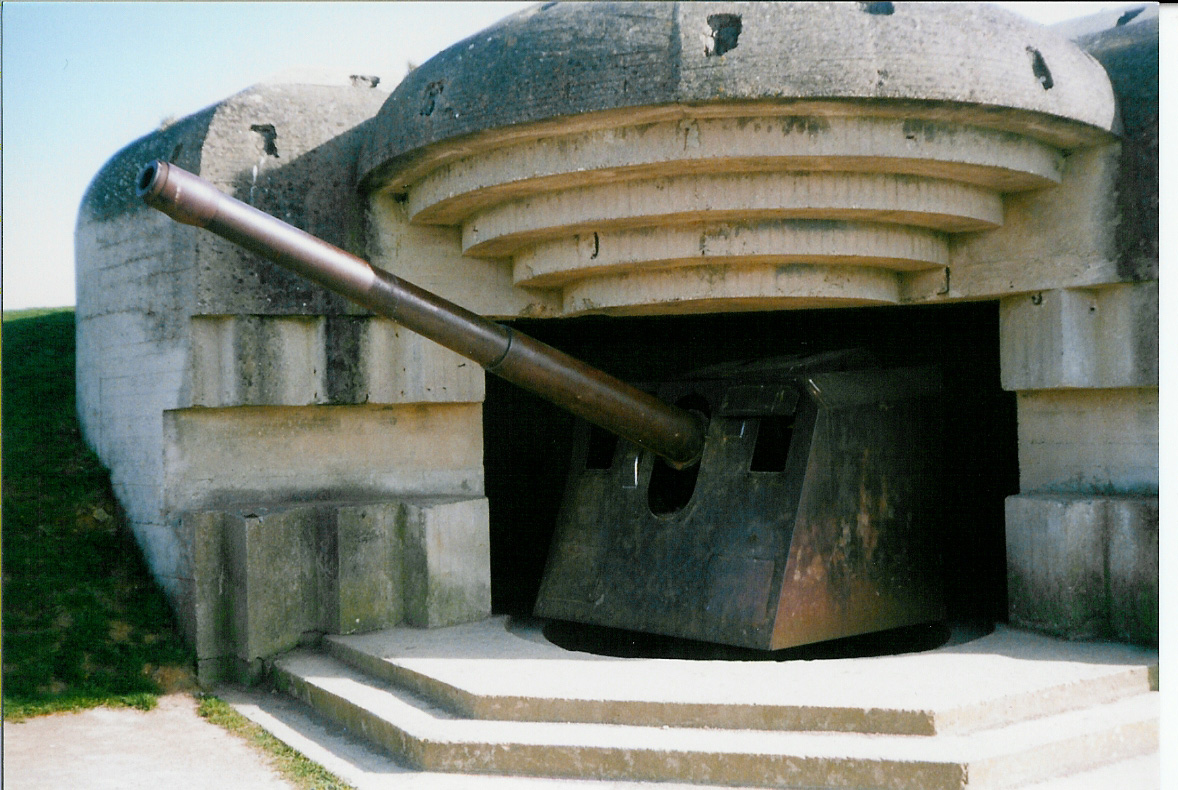
Een kustbatterij die door de Rangers moest worden veroverd. De Duitsers bleken deze verder landinwaarts te hebben gezet. Dit kanon maakt deel uit van een 4-delig geschut in Longues-sur-Mer, enkele kilometers van de Mulberryhaven.